# Гусиный лук растопыренный
Гусиный лук растопыренный (лат. Gagea divaricata) — вид травянистых растений рода Гусиный лук (Gagea) семейства Лилейные (Liliaceae).

## Ботаническое описание
Многолетнее травянистое растение. Луковица яйцевидная, покрытая плёнчатыми, сероватыми влагалищами, не образующими шейки. Стебель голый, 8—15 см высотой. Прикорневой лист один, узколинейный, около 1—1,5 мм шириной, прямо наверху изогнутый, превышающий соцветие; подсоцветных листа 2—3, неравных, узколинейных, короче соцветия.
Цветков в соцветии 1—5 (7), на неравных довольно крепких цветоножках; цветоножки при цветках прямые, при плодах дугообразно вниз отогнутые. Листочки околоцветника около 10 мм длиной, тонко заострённые, внутри бледно-жёлтые, снаружи с широкой зелёной полоской посредине и узкой желтовато-беловатой каймой по краям, при плодах твердеющие и увеличенные, вдвое длиннее коробочек. Коробочка широко обратно-яйцевидная, неясно шестигранная. Цветение в марте и апреле.

## Распространение и экология
Средняя Азия и запад Синьцзяна. Растёт на песчаных местах и в пустынях.